# Night Versions: The Essential Duran Duran
Night Versions: The Essential Duran Duran é um álbum de remixes do grupo Duran Duran, lançado em 1998.

## Faixas
CD 1:
1. "Planet Earth" [Night Version]
2. "Girls on Film" [Night Version]
3. "My Own Way" [Night Version]
4. "Hungry Like the Wolf" [Night Version]
5. "Rio" [12" Dance Version]
6. "New Religion" [Night Version]
7. "Hold Back the Rain" [Remix]
8. "Is There Something I Should Know?" [Monster Mix]
9. "Union of the Snake" [Monkey Mix]
10. "The Reflex" [Dance Mix]
11. "The Wild Boys" [Wilder Than Wild Boys Mix]

CD 2:
1. "New Moon on Monday" [Extended Mix]